# سیارک ۱۶۰۵۹
سیارک ۱۶۰۵۹ (به انگلیسی: 16059 Marybuda، نامگذاری:1999JV86) شانزده هزار و پنجاه و نهمین سیارک کشف شده‌است که در ۱۲ مه ۱۹۹۹ کشف شد.
قدر مطلق سیارک برابر ۲۰.۴ است.